# Pimoa shimian
Espèce
Pimoa shimian est une espèce d'araignées aranéomorphes de la famille des Pimoidae.

## Distribution
Cette espèce est endémique du Sichuan en Chine,. Elle se rencontre dans le xian de Shimian.

## Description
Le mâle holotype mesure 6,11 mm et la femelle paratype 10,78 mm.

## Systématique et taxinomie
Cette espèce a été décrite par Wang, Yao et Zhang en 2025.

## Étymologie
Son nom d'espèce lui a été donné en référence au lieu de sa découverte, le xian de Shimian.

## Publication originale
- Wang, Meng, Yao & Zhang, 2025 : « Notes on three closely related species of the genus Pimoa (Araneae, Pimoidae) from Southwest China. » Zoosystematics and Evolution, vol. 101, no 1, p. 119-126 (texte intégral).